# Ropica javana
Ropica javana är en skalbaggsart som beskrevs av Stefan von Breuning 1939. Ropica javana ingår i släktet Ropica och familjen långhorningar. Inga underarter finns listade i Catalogue of Life.